# Jonas Jonathansen
Jonas Jens Peter Markus Jonathansen (* 5. Oktober 1887 in Ukkusissat; † unbekannt) war ein grönländischer Landesrat.

## Leben
Jonas Jonathansen war der Sohn des Jägers Johan Josef Andreas Jonathansen und seiner zweiten Frau Klara Ane Eva Kathrine Mikaelsen. Er wurde in Ukkusissat geboren, aber lebte später in Illorsuit, wo er wie sein Vater als Jäger tätig war. Von 1923 bis 1926 war er Mitglied im nordgrönländischen Landesrat. Die Sitzung von 1925 verpasste er wie alle seine Kollegen und aus dem nördlichen Teil des Inspektorats und wurde dabei nicht vertreten.